# Iran aux Jeux olympiques d'hiver de 1956
Cet article contient des informations sur la participation et les résultats de l'Iran aux Jeux olympiques d'hiver de 1956, qui ont eu lieu à Cortina d'Ampezzo en Italie. Il s'agit de la première participation du pays aux Jeux olympiques d'hiver et la dernière avant de revenir 8 ans plus tard à Innsbruck. 

## Participants
| Sport     | Hommes | Femmes | Total |
| --------- | ------ | ------ | ----- |
| Ski alpin | 3      | 0      | 3     |
| Total     | 3      | 0      | 3     |

## Résultats

### Ski alpin
| Athlète         | Épreuve      | Manche 1           | Manche 2           | Total        | Rang        |
| --------------- | ------------ | ------------------ | ------------------ | ------------ | ----------- |
| Benik Amirian   | Slalom       | Disqualifié        | —                  | —            | —           |
| Benik Amirian   | Slalom géant | Disqualifié        | Disqualifié        | Disqualifié  | Disqualifié |
| Benik Amirian   | Descente     | 5 min 02 s 7       | 5 min 02 s 7       | 5 min 02 s 7 | 44          |
| Reza Bazargan   | Slalom       | Disqualifié        | —                  | —            | —           |
| Reza Bazargan   | Slalom géant | 4 min 15 s 0       | 4 min 15 s 0       | 4 min 15 s 0 | 75          |
| Reza Bazargan   | Descente     | Disqualifié        | Disqualifié        | Disqualifié  | Disqualifié |
| Mahmoud Beiglou | Slalom       | 2 min 56 s 7 (61e) | 2 min 54 s 6 (55e) | 5 min 51 s 3 | 55          |
| Mahmoud Beiglou | Slalom géant | 4 min 43 s 9       | 4 min 43 s 9       | 4 min 43 s 9 | 82          |
| Mahmoud Beiglou | Descente     | 4 min 22 s 0       | 4 min 22 s 0       | 4 min 22 s 0 | 39          |

## Référence
- (en) Cet article est partiellement ou en totalité issu de l’article de Wikipédia en anglais intitulé « Iran at the 1956 Winter Olympics » (voir la liste des auteurs).